# Baltic Naval Squadron
Die Baltic Naval Squadron (BALTRON) ist ein trinationaler Marineverband der baltischen Staaten Estland, Lettland und Litauen für die Ostsee.

## Geschichte
Im Jahr 1995 führten die baltischen Seestreitkräfte die erste gemeinsame Übung „Amber Sea 95“ durch und es entstanden Überlegungen einer weiteren Kooperation.
Am 12. Oktober 1996 vereinbarten die Verteidigungsminister von Estland, Lettland und Litauen die Aufstellung eines gemeinsamen Minensuchverbandes ihrer Seestreitkräfte. Am 16. April 1998 unterzeichneten die Regierungen der baltischen Staaten in Riga die offizielle Indienststellung des Verbandes zum 28. August 1998 mit Hauptquartier in Tallinn.
Am 12. Juni 1998 vereinbarten die baltischen Staaten in Brüssel mit den NATO-Mitgliedsstaaten Belgien, Dänemark, Deutschland, Großbritannien, Niederlande und Norwegen sowie die Länder Finnland, Polen (ab 1999 NATO-Mitglied) und Schweden eine Unterstützung für den trinationalen baltischen Minensuchverband, wobei die Deutsche Marine die Gesamtkoordination übernahm.
Deutschland lieferte im Oktober 2000 zwei Minenabwehrfahrzeuge der Lindau-Klasse an Estland (dort als Sulev und Wambola im Dienst). Dänemark lieferte das Kommando- und Führungsschiff Admiral Pitka der Hvidbjørnen-Klasse an die estnische Marine. In gleicher oder ähnlicher Weise wurden auch die Seestreitkräfte von Lettland und Litauen unterstützt. Im September 2001 wurde ein Trainingscenter für die Marinetaucher in Liepāja, Lettland, in Dienst gestellt.
Im Jahr 2015 zog sich Estland aus den gemeinsamen Seeoperationen im Bereich der Minenabwehr zurück, um sich hier zukünftig ausschließlich auf Operationen unter NATO-Kommando zu konzentrieren. Lettland und Litauen setzen die Flottenmanöver seitdem alleine fort.

## Organisation
Die Baltic Naval Squadron, kurz BALTRON genannt, besteht aus einer Minenabwehreinheit, die jeweils mindestens 6 Monate in Dienst bleiben und von einem trinationalen Stab der baltischen Streitkräfte in Tallinn (Estland) geleitet wird. Ziel ist es, die Koordination zwischen den Marinen der Staaten zu verbessern, das gemeinsame Minenräumen durchzuführen und anfangs auch die Zusammenarbeit mit den NATO-Staaten zu stärken, was die Aufnahme der baltischen Staaten 2004 als Mitgliedsländer in die NATO förderte.
BALTRON besteht aus einem gemeinsamen Stab der Baltischen Staaten und aus Schiffen der Marinen von Estland (bis zum Rückzug 2015), Lettland und Litauen. Jeder Staat ordnet BALTRON ein bis zwei Minenabwehrfahrzeuge zu. Ein zusätzliches Schiff übernimmt die Aufgaben einer Kommando- und Unterstützungsplattform. Die Kommunikationssprache des Marineverbandes ist Englisch.
BALTRON arbeitet eng mit den Minensuchverbänden der NATO zusammen und nimmt an den internationalen „Open Spirit“-Minenabwehreinsätzen teil.

## Einsätze
Laut den Zielvorgaben der Gründung von BALTRON ist die Hauptaufgabe die Aufstellung eines Minensuchverbandes, welcher in den territorialen Gewässern von Estland, Lettland und Litauen operieren soll. Die beteiligten Staaten führen demzufolge Minenräum-Operationen in den Gewässern der Baltischen Staaten durch. Im Zuge dieser Operationen werden Minen, Granaten und Torpedos, welche aus der Zeit der letzten zwei Weltkriege stammen, aufgespürt, gesammelt und vernichtet.
BALTRON muss zu folgenden Aufgaben fähig sein:
- Grundminen und Ankertauminen mittels Sonar und ROV aufspüren
- Grundminen räumen
- Oberflächenschießen und Fliegerabwehrschießen durchführen
- Training der Seemannschaft und des Manövrieren
- Such- und Rettungseinsätze
- Training der Schiffssicherheit auf See und in Häfen
- Tauchoperationen durchführen
- Erfassung der maritimen Lage in Verbindung mit Küstenüberwachungsstationen der Baltischen Staaten

### Manöver und Operationen
Folgende Manöver und Operationen finden jährlich in den Gewässern der Baltischen Staaten statt:
- MCOP – Minenabwehreinsatz
- Open Spirit – Minenabwehreinsatz sowie Manöver
- Amber Sea – Baltische Marinemanöver

## Kommandeure (COMBALTRON)
- 1998–1999: Ilmārs Lešinskis (Lettland)
- 1999–2000: Juozas Alsauskas (Litauen)
- 2000–2001: Andrejs Zvaigzne (Lettland)
- 2001–2002: Igor Schvede (Estland)
- 2002–2003: Artūras Andrušaitis (Litauen)
- 2003–2004: Ainars Filipovics (Lettland)
- 2004–2005: Sten Sepper (Estland)
- 2005–2006: Artūras Andrušaitis (Litauen)
- 2006–2007: Juris Roze (Lettland)
- 2007–2008: Andrei Leit (Estland)
- 2008–2009: Eugenijus Valikovas (Litauen)
- 2009: Māris Polencs (Lettland)
- 2010: Indrek Hanson (Estland)
- 2011: Andrius Širvys (Litauen)
- 2012: Dmitrijs Jankovs (Lettland)
- 2013: Egidijus Oleskevicius (Litauen)
- 2014: Tarmo Sepp (Estland)
- 2015: Janis Auce (Lettland)
- 2016: Tadas Jablonskis (Litauen)
- 2017: Kaspars Miezitis (Lettland)
- 2018: Audrius Venckūnas (Litauen)
- 2019: Armands Grebežs (Lettland)
- 2020: Andrius Širvys (Litauen)
- 2021: Krists Kristlībs (Lettland)
- 2022: Donatas Gečas (Litauen)
- 2023: Deniss Jeļcovs / Janis Auce (Lettland)
- aktuell: Karolis Lileikis (Litauen)